# كاتالوج آشر: أقمشة، فن، أزياء
آشر: اقمشة، فن، أزياء هو كتالوج مزود بالرسومات نشر رافق المعرض في متحف فيكتوريا وألبرت ، في الفترة  الممتدة من 15 نيسان - 14 تموز 1987 ، حول تصميمات زيكا آشر  و ليندا آشر.[بحاجة لمصدر]
| أيقونة بذرة | هذه بذرة مقالة عن كاتب بريطاني بحاجة للتوسيع. فضلًا شارك في تحريرها. |